# Foussignac
Foussignac är en kommun i departementet Charente i regionen Nouvelle-Aquitaine i västra Frankrike. Kommunen ligger  i kantonen Jarnac som ligger i arrondissementet Cognac. År 2022 hade Foussignac 656 invånare.

## Befolkningsutveckling
Antalet invånare i kommunen Foussignac
Referens:INSEE